# Elezioni parlamentari in Kosovo del 2025
Le elezioni parlamentari in Kosovo del 2025 si sono tenute il 9 febbraio per il rinnovo dell’Assemblea della Repubblica del Kosovo, il parlamento del paese.
Esse hanno visto la riconferma della coalizione politica capeggiata dal partito politico Vetëvendosje! (LVV) del Primo ministro uscente Albin Kurti che, seppur in calo, essendo giunta in prima posizione con una maggioranza relativa di ben 48 seggi, ha così potuto assicurarsi la guida dell’esecutivo del paese.

## Sistema elettorale
Per l’elezione dei 120 seggi parlamentari (di cui 20 riservati ex lege alle minoranze nazionali), la legge elettorale kosovara prevede l’applicazione di un sistema proporzionale con voto di preferenza e soglia di sbarramento al 5% (salvo per le minoranze).
In seguito, le preferenze sono tradotte in seggi secondo il Metodo Sainte-Laguë.

## Risultati
| Vetëvendosje! (LVV!)                                                         | 396 787   | 42,30 | 48  |  |  |  |
| Partito Democratico del Kosovo (PDK)                                         | 196 474   | 20,95 | 24  |  |  |  |
| Lega Democratica del Kosovo (LDK)                                            | 171 357   | 18,27 | 20  |  |  |  |
| Alleanza per il Futuro del Kosovo - Iniziativa Socialdemocratica (AAK-NISMA) | 66 256    | 7,06  | 8   |  |  |  |
| Lista Serba (SL/CЛ)                                                          | 39 915    | 4,26  | 9   |  |  |  |
| Coalizione per la Famiglia (KPF) (AKR - PD - LF)                             | 20 023    | 2,13  | –   |  |  |  |
| Partito Democratico Turco del Kosovo (KDTP/PDTeK)                            | 4 824     | 0,51  | 2   |  |  |  |
| Nuova Iniziativa Democratica del Kosovo (IRDK)                               | 4 688     | 0,50  | 1   |  |  |  |
| Nuovo Partito Democratico (NDS)                                              | 4 158     | 0,44  | 1   |  |  |  |
| Iniziativa Civica per la Libertà, la Giustizia e la Sopravvivenza (SPO)      | 4 139     | 0,44  | –   |  |  |  |
| Coalizione Vakat (KV) (DSB - DSV - BSK)                                      | 3 471     | 0,37  | 1   |  |  |  |
| Alleanza Democratica Serba (SD/CД)                                           | 3 271     | 0,35  | –   |  |  |  |
| Partito Liberale Egiziano (PLE)                                              | 3 251     | 0,35  | 1   |  |  |  |
| Unione Socialdemocratica (SDU)                                               | 3 042     | 0,32  | 1   |  |  |  |
| Partito Ashkali per l'Integrazione (PAI)                                     | 2 196     | 0,23  | 1   |  |  |  |
| Partito Democratico Ashkali del Kosovo (PDAK) - LpB                          | 2 056     | 0,22  | —   |  |  |  |
| Movimento Nazionale Serbo (LKS/CHП)                                          | 1 846     | 0,20  | –   |  |  |  |
| Partito del Movimento Turco Innovativo (YTHP/PeLIT)                          | 1 800     | 0,19  | –   |  |  |  |
| Partito Gorani Unico (JGP)                                                   | 1 734     | 0,18  | 1   |  |  |  |
| Iniziativa Nostra (NJ)                                                       | 1 553     | 0,17  | –   |  |  |  |
| Partito dei Rom Uniti del Kosovo (PREBK/PRYK)                                | 1 350     | 0,14  | 1   |  |  |  |
| Altri (<0,15%)                                                               | 3 628     | 0,39  | –   |  |  |  |
| Indipendenti (IND)                                                           | 191       | 0,02  | –   |  |  |  |
| Totale                                                                       | 938 010   | 100   | 120 |  |  |  |
|                                                                              |           |       |     |  |  |  |
| Voti non validi                                                              | 28 273    | 2,93  |     |  |  |  |
| Votanti                                                                      | 966 283   | 46,55 |     |  |  |  |
| Elettori                                                                     | 2 075 868 |       |     |  |  |  |